# 我的寶貝四千金
《我的寶貝四千金》（英語：Dear Mom），2014年三立華人電視劇八點檔系列第11部作品，由東映製作有限公司製作。由曾之喬、謝佳見、洪小鈴、修杰楷、小薰、周群達、方志友、李運慶領銜主演。2014年12月1日開拍，三立都會台於12月16日晚上8點首播，東森綜合台則於當天晚上9點播出，2015年4月9日全劇殺青，4月13日播出最終回，全劇共84集。幕後花絮《寶貝四千金手札》則在粉絲團或三立官方YouTube頻道播出。

## 播出時間

### 首播
| 頻道           | 所在地   | 播映日期       | 播出時間                 |
| -------------- | -------- | -------------- | ------------------------ |
| 三立都會台     | 臺灣     | 2014年12月16日 | 每週一至週五 20:00-21:00 |
| 東森綜合台     | 臺灣     | 2014年12月16日 | 每週一至週五 21:00-22:00 |
| 超視           | 臺灣     | 2015年4月20日  | 每週一至週五 18:00-20:00 |
| 龍華偶像台     | 臺灣     | 2015年4月29日  | 每週一至週五 21:00-22:55 |
| 中視主頻       | 臺灣     | 2017年10月10日 | 每週一至週五 20:00-22:00 |
| Astro雙星      | 马来西亚 | 2014年12月31日 | 每週日至週四 18:00-19:00 |
| 星和娛家戲劇台 | 新加坡   | 2015年1月19日  | 每週一至週五 19:00-20:00 |
| 阿瑪林電視     | 泰國     | 2015年11月16日 | 每週一至週五 14:00-15:30 |
| Echannel       | 越南     | 2015年6月26日  | 每週一至週日 21:55-22:55 |
| Schannel       | 美国     | 2017年2月24日  | 每週一至週日 18:00-19:00 |

## 演員列表

### 主要演員
| 演員   | 角色   | 介紹 | 登場集數                                                                         |
| 洪小鈴 | 黎安晴 | 30歲，黎家大女兒，健身房店長。孫亦星的母親，孫學禮的前妻，陳其樂的妻子 前夫於美國的公司倒閉且外遇，失婚後攜子自美返國，對陳其樂有好感。不敢讓家人知道她已經離婚。已經向全家坦承她已離婚的事情。已接受陳其樂的感情。管元慈還沒有接受她，所以非常的努力取得管元慈的認同。管元慈已漸漸的喜歡她，但還是不接受她做陳家的媳婦。最後答應陳其樂先前的求婚，開心地穿上婚紗。 | 2-11,13-14,16-18,20-27, 30-32,37-45,47-55,57-63,65-84                            |
| 修杰楷 | 陳其樂 | 31歲，黎安晴的丈夫，健身房老闆 八年前到現在對黎安晴一見鍾情，暗戀黎安晴，拒絕其他女人告白。答應小星星要在親子日當天以小星星爸爸的身分出席，而讓小星星非常的高興。想要繼續當小星星的爸爸。管元慈還沒有接受黎安晴，所以非常的努力與黎安晴取得管元慈的認同。最後開心地看著黎安晴穿上婚紗。 | 3,6-11,13-14,16,18,23-25, 31-32,39,42-45,49-52,54,57-60, 62-63,70-71,77-79,82-84 |
| 曾之喬 | 黎一彎 | 26歲，黎家二女兒，幼兒園老師，杜曉飛的妻子，陳甜嬌的媳婦 與黎清清過去有心結。一開始因杜曉飛沒有喜歡她的意思而非常的難過，而黎清清在她不知情的情況下去找了杜曉飛要說個清楚，並因此與黎清清吵了一架，之後漸漸的與黎清清和好，也解開多年來的心結。在杜曉飛不停的追問下，漸漸的解開兩人之間的誤會。遭到吳明世的綁架，之後被杜曉飛救出。許鳳儀因得知杜曉飛媽媽之前從事黑道事業，而不讓她與杜曉飛見面。為了要去照顧受傷的杜曉飛，向家人撒了謊，讓她媽媽感到非常生氣。許鳳儀答應她與杜曉飛交往，但是許鳳儀還不完全接受杜曉飛，後已完全接受。得知陳甜嬌生病而非常難過，後得知陳甜嬌只是得了痔瘡。已和杜曉飛結婚。新婚之夜趁杜曉飛睡著後偷跑回家與黎曙光聊天。在與杜曉飛度蜜月時發生不愉快，所以提早回來，後杜曉飛已向她道歉和好。與曉飛互稱一飛。 | 1-61,66-69,72-78,81,83-84                                                        |
| 謝佳見 | 杜曉飛 | 28歲，陳甜嬌的兒子，黎一彎的丈夫 律師，也是黑二代。有個雙胞胎妹妹，叫杜曉甜，但妹妹從小身體體質非常虛弱，已在某年聖誕節去世。因沒有對黎一彎表達出喜歡的意思而讓黎一彎非常難過，在黎清清質問過後，向黎一彎努力的追問，漸漸的解開兩人之間的誤會。為了救黎一彎，而被吳明世用刀子刺傷了手。許鳳儀因得知他媽媽之前從事黑道事業，而不讓黎一彎與他見面，下定決心要向許鳳儀證明他對黎一彎的愛。後來許鳳儀答應黎一彎與他交往，但許鳳儀一開始還不完全接受他，後已完全接受。誤會陳甜嬌生了大病，後得知陳甜嬌只是得了痔瘡。已和黎一彎結婚。在與黎一彎度蜜月時發生不愉快，所以提早回來，後已向黎一彎道歉和好。與一彎互稱一飛。 | 1-6,8-38,40-42,44,46-61, 66-69,72-77,79,81,83-84                                 |
| 小薰   | 黎清清 | 25歲，黎家三女兒，徐季寬的情婦 與黎一彎過去有心結。因杜曉飛沒有喜歡黎一彎的意思而讓黎一彎非常難過，所以她在黎一彎不知情的情況下去找了杜曉飛要說個清楚，因此與黎一彎吵了一架，之後漸漸的與黎一彎和好，也解開多年來的心結。徐季寬向她告白，自己也放不下對徐季寬的感情，兩人開始交往，成為了徐季寬的情婦，在道德感與愛情之間掙扎，在大姐黎安晴與家人的勸說下，決定抽離。許蕙琦在酒會當天看見送徐季寬回來的她吻了徐季寬，就得知她喜歡徐季寬，也知道她與徐季寬在交往。因不想跟徐季寬讓這段錯誤的愛情繼續下去而提出離職，後許蕙琦親自到黎家希望她能回來公司上班。離開台北一陣子，去闕山明南部老家沉澱心情，後來才回家。許蕙琦告訴許鳳儀關於徐季寬和黎清清外遇的事，使許鳳儀非常難過。                                                           | 1-8,12-22,28-30, 33-59,61-74,76,80-84                                            |
| 周群達 | 徐季寬 | 36歲，公司總經理，已婚，許蕙琦的丈夫，跟黎清清外遇 在意清清，對清清有好感。已向黎清清告白。不想讓他和黎清清的感情只是個曾經。放不下對黎清清的感情，雙方確認彼此心意後開始交往。許蕙琦在酒會當天看見送他回來的黎清清吻了他，就得知黎清清喜歡他，也得知黎清清與他在交往。黎清清不想跟他讓這段錯誤的愛情繼續下去，而提出離職。清清辭職更加深了季寬對她的思念，對蕙琦更是冷言冷語，並向她提出離婚。 | 1,4-6,8,12-13,15-22, 29-30,33-57,62-74,80-82,84                                  |
| 方志友 | 黎小溪 | 23歲，黎家老么，大學生，趙宇航的妻子。郭熙明的前女友 得知黎安晴離婚，而答應黎安晴要保守這個祕密，後來不小心被黎曙光知道。因不小心把黎安晴離婚的事說出去，而幫她帶小星星上學來贖罪。在公園裡看見郭熙明與別的女人在親吻而非常的難過。在趙宇航天天安慰之下，已走出被郭熙明劈腿的傷痛，要做個全新的自己。對她補考是否能不能通過非常的沒有信心。漸漸的喜歡上趙宇航。曾經誤會趙宇航與允葳在交往。許鳳儀跟她講不能與趙宇航交往，後兩人還是偷偷的在交往，後發現自己懷孕了，已接受趙宇航的求婚。備註；這角色的演員方志友在戲外懷孕了。 | 1-4,7-8,15-16,20-21, 23,25-26,35-41, 43-44,46,48-51,53-84                        |
| 李運慶 | 趙宇航 | 30歲，黎家鄰居，大學老師，學生時期是安晴的同學、小溪的家教兼丈夫 從黎小溪口中得知黎安晴已離婚，而要黎安晴誠實面對。因黎小溪被劈腿而天天安慰她，也讓黎小溪走出被郭熙明劈腿的傷痛。幫黎小溪溫習功課，希望黎小溪補考能通過。曾經被黎小溪誤會他與允葳在交往。其實允葳喜歡的根本不是宇航。與黎小溪偷偷的在交往，已跟黎小溪求婚。 | 7-8,13-14,23-27,35-40, 42,44,46,48-50,56-57,61, 64-65,69-72,75-81,83-84          |

### 其他演員
| 演員   | 角色                    | 介紹 | 登場集數                                                                 |
| 呂雪鳳 | 許鳳儀                  | 55歲，台南人。黎家四千金做牛做馬的老媽，孫學禮的前岳母，杜曉飛的岳母。孫亦星的外祖母 家裡只要有人讓她生氣，就會離家出走十五分鐘，但每次一下子就買一個罐頭麵筋回來。得知陳甜嬌之前是做黑道事業，而反對黎一彎和杜曉飛見面。對於黎安晴離婚的事還蒙在鼓裡。答應黎一彎與杜曉飛交往，但還不完全接受杜曉飛，後已完全接受。已得知黎安晴離婚。誤會陳甜嬌生了大病，後得知陳甜嬌只是得了痔瘡。跟黎小溪講她不能與趙宇航交往。對於小溪未婚懷孕感到非常生氣，最後決定釋懷祝福黎小溪的戀情。知道清清介入她老闆的婚姻之後，突然決定離家出走一天沉澱情緒，現已原諒清清回家。 | 1-38,40-56,58-59, 61-65,67-69,71-72,74-84                                |
| 陳博正 | 黎曙光                  | 56歲，黎家的天兵老爸，孫學禮的前岳父，杜曉飛的岳父，孫亦星的外祖父 想買一塊地種有機蔬果，經常跑去請教趙宇航。從黎小溪的口中得知黎安晴離婚。因蕭國欽得知陳甜嬌生病而非常難過，所以約他出來喝酒談心。誤會陳甜嬌生了大病，後得知陳甜嬌只是得了痔瘡。因黎一彎嫁給杜曉飛而不能繼續跟他住在一起，因此非常難過的喝酒，之後黎一彎趁杜曉飛睡著偷跑回來與他聊天，他還以為是一場夢。對於小溪未婚懷孕感到非常生氣，最後決定釋懷祝福黎小溪的戀情。說過黎小溪的小孩長得跟小星星一模一樣; 如果是女的會兇巴巴，而且腿會很短。                                               | 1-11,13-14,23-32,34-37,40-54, 56-57,59-61,64-65,67-68,72-81,83-84        |
| 丁也恬 | 陳甜嬌 （嬌姐）         | 50歲，杜曉飛、杜曉甜的黑道媽媽，黎一彎的婆婆 曾經有個女兒，叫杜曉甜，因為從小身體虛弱，在某年聖誕節去世，因為失去女兒的心情，在曉飛小時候時常常把曉飛打扮成女生，也對曉飛的很多女性朋友過度熱情，最後只有一彎不畏懼黑道身分的自己而更加喜歡一彎。最近生了一場大病，黎一彎得知後非常難過。因覺得自己所剩的時間不多，想要盡快到黎家拜訪。也把自己一手創辦的更生人未來促進會交給蕭國欽管理。後得知原來只是得痔瘡而已，並沒有生什麼大病。 | 1-4,11-12,26-32,46-47,49, 51,53-55,58-59,66,74-75                        |
| 楊銘威 | 蕭國欽 （瘋狗欽）       | 25歲，雪蓮男友，嬌姐身邊第一大將。經常做錯一些事，而遭到杜曉飛的責罵或挨打。經常幫助杜曉飛和陳甜嬌完成一些事情。出獄後找工作都碰壁，生活艱苦，最後有嬌姐的幫助才能正常生活，因此視嬌姐為再世父母，得知陳甜嬌生病而非常難過，所以約黎曙光出來喝酒談心，後得知原來只是得痔瘡而已，並沒有生什麼大病。嬌姐也把她一手創辦的更生人未來促進會交給他管理。 | 1-6,8-17,19-28,30-38,41-42,44, 47-50,52,55-59,61,66,79-80,83-84          |
| 朱宥丞 | 孫亦星 （小星星/Jerry） | 6歲，孫學禮和黎安晴的兒子。黎曙光、許鳳儀的外孫，黎一彎、黎清清、黎小溪的外甥 在幼稚園遭到同學的嘲笑，擅自離開而走失，是陳其樂與杜曉飛幫忙才找到的。因陳其樂答應他要在親子日當天以他爸爸的身分出席，因此讓他非常的高興，而想要陳其樂繼續當他的爸爸。 最後跟爹地約定要永遠照顧媽咪。 | 2-11,13-14,16-18,20-23,25,27,30-33, 35-41,43-45,47-55,57-59,61-63,66-84  |
| 梅賢治 | 龍龍                    | 幼稚園的實習老師，先後喜歡黎一彎、黎安晴。在親子日看到黎安晴時，漸漸對她產生好感。 | 3-4,6,8-9,12,14-16,30, 33-34,36-37,39,45,48,81,84                        |
| 鍾政均 | 闕山明                  | 台南人，杜曉飛的助理，喜歡黎清清。非常關心黎清清，經常會拿一些自己家種的水果送給黎清清和杜曉飛。被疯狗钦称为水秀的哥哥。小溪稱其為山明水秀哥哥。已得知黎清清與徐季寬在交往，告訴黎清清不要一錯再錯。 | 11-16,18-22,24,28-30,32-34,36-38,40, 46-48,50-53,55,62-65,68,72,74,76,84 |
| 顏怡平 | 林春桃 （Momoko）       | 黎美恩的女兒，黎清清的助理。不喜歡她媽媽幫她取的名字，希望大家用Momoko（日文的ももこ，中文是桃子）來稱呼自己。從澳洲回來後，到黎清清公司上班。已得知黎清清與徐季寬在交往。因黎清清的離職，而工作越來越多，無法負荷。似乎喜歡闕山明。 | 16,22,28-30,33-34,37-38,46-47, 53-57,62,67-68,70,72,74,77,80,84          |
| 李依瑾 | 許蕙琦                  | 徐季寬的妻子，徐季寬公司的員工都叫她蕙琦姐。已經知道黎清清和徐季寬在交往的事情，因此她努力的在保護自己的婚姻。親自到黎家希望黎清清能回公司上班。現與徐季寬分居。 | 55-57,62-72,74,80-82,84                                                  |
| 馬之秦 | 管元慈                  | 陳其樂的母親。不喜歡黎安晴和陳其樂在一起。已漸漸的喜歡黎安晴，但還未接受黎安晴做陳家的媳婦。最後已完全接受黎安晴當她的媳婦，跟黎家相處得很愉快。 | 58-60,62-63,69-71,78,84                                                  |

### 客串演員
| 演員   | 角色           | 介紹 | 登場集數                 |
| 蔡武雄 | 趙善梃         | 喜歡許鳳儀，陷害一個老農民、企圖想詐騙與其之間訂下的合約違約金，最後被自己請來的杜曉飛提供所擁有不利於他的證據，輸了官司。 | 1、56-60、83             |
| 小亮哥 | 葉冠志（黑毛） | 杜曉飛的手下 | 1-2                      |
| 葉蕙芝 | 李維禔         | 日光幼兒園的園長 | 1-2,5,8-9,15-16,30,48    |
| 李芳雯 | 黎美恩         | 黎曙光的妹妹 | 1,9,15-16,24,32-34       |
| 陳建安 | 記者           | 專訪運動科技公司董事長陳其樂                                                                                               | 3,84                     |
| 吳震亞 | 機車行老闆     | 一彎把機車拿去機車店修理的機車行老闆，喜歡黎一彎                                                                           | 3、84                    |
| 蘭競恆 | 唐睿甫Daniel   | 陳其樂的助理，嫉妒黎安晴，最後對她改觀。                                                                                   | 6-9,11,18,23,57,60,77-78 |
| 孫沁岳 | 郭熙明         | 黎小溪的男友，在黎小溪背後還有一位女友。與別的女人在公園裡親吻被小溪看見，最後分手後，就變小溪的前男友。                   | 7,23,37,39               |
| 楊恩緹 | 李欣庭         | 郭熙明的第二女友，黎小溪尚未得知。與郭熙明在公園裡親吻被黎小溪看見。                                                       | 7,37,39                  |
| 炎亞綸 | Shika          | 善良的黑道老大 | 9-10                     |
| 安唯綾 | 陳其霈         | 陳其樂的妹妹，之前曾經叫黎安晴"大嫂"。                                                                                     | 24,59,70                 |
| 王道南 | 吳明世         | 與陳甜嬌有仇而要傷害陳甜嬌最重要的黎一彎和杜曉飛。                                                                         | 25-27                    |
| 劉國劭 | 陶泰然         | 黎一彎的相親對象，關稅局人員，父母是已退休的公務員。谐音桃太郎。                                                           | 32-33                    |
| 周詠軒 | Wasir Ding     | 黎一彎的相親對象，某出版社總經理。漸漸對黎一彎有好感，而要向黎一彎展開追求，後放棄。                                       | 34,36-38,41-42           |
| 王靜瑩 | 陳其然         | 陳其樂的姐姐 | 49,51-52,54,59,70-71     |
| 孟昭希 | 跳跳           | 陳其然的女兒，小星星的好友。                                                                                               | 52,69-70                 |
| 楊晴   | 允葳           | 趙宇航的同事。曾被他人誤會與趙宇航在交往，後已解開誤會。                                                                   | 56-57,61                 |
| 李杏   | 宋妍希         | 黎安晴的大學同學 | 57                       |
| 段鈞豪 | 孫學禮 （Tom） | 黎安晴的前夫，小星星的父親。原本回來想帶黎安晴和Jerry回美國，最後發現Jerry在台灣有這麼多親人疼愛，決定放手獨自回美國。     | 72,75,78-82,84           |
| 劉紀範 | 許水蓮         | 瘋狗欽的女友 | 84                       |

## 收視率
| 臺灣《三立都會台》每日首播收視率列表                                                        | 臺灣《三立都會台》每日首播收視率列表 | 臺灣《三立都會台》每日首播收視率列表 | 臺灣《三立都會台》每日首播收視率列表 | 臺灣《三立都會台》每日首播收視率列表 | 臺灣《三立都會台》每日首播收視率列表 | 臺灣《三立都會台》每日首播收視率列表     | 臺灣《三立都會台》每日首播收視率列表                                                          |
| 播映日期                                                                                    | 集數                                 | 收視率 （僅有線）                    | 收視率 （含無線）                    | 收視排名 （含無線）                  | 當週平均收視率 （含無線）            | 當週八點檔平均收視率 （含無線）排名      | 備註                                                                                          |
| ------------------------------------------------------------------------------------------- | ------------------------------------ | ------------------------------------ | ------------------------------------ | ------------------------------------ | ------------------------------------ | ---------------------------------------- | --------------------------------------------------------------------------------------------- |
| 2014年12月16日                                                                              | 1                                    | 1.75                                 | 1.43                                 |                                      | 1.51                                 | 4 龍飛鳳舞：6.53 嫁妝：5.13 世間情：4.16 | 首播最高收視率為2.39                                                                          |
| 2014年12月17日                                                                              | 2                                    |                                      |                                      |                                      | 1.51                                 | 4 龍飛鳳舞：6.53 嫁妝：5.13 世間情：4.16 |                                                                                               |
| 2014年12月18日                                                                              | 3                                    | 1.99                                 |                                      |                                      | 1.51                                 | 4 龍飛鳳舞：6.53 嫁妝：5.13 世間情：4.16 |                                                                                               |
| 2014年12月19日                                                                              | 4                                    |                                      |                                      |                                      | 1.51                                 | 4 龍飛鳳舞：6.53 嫁妝：5.13 世間情：4.16 |                                                                                               |
| 2014年12月22日                                                                              | 5                                    |                                      |                                      |                                      | 1.57                                 | 3 嫁妝：4.57 世間情：3.65                |                                                                                               |
| 2014年12月23日                                                                              | 6                                    |                                      |                                      |                                      | 1.57                                 | 3 嫁妝：4.57 世間情：3.65                |                                                                                               |
| 2014年12月24日                                                                              | 7                                    |                                      |                                      |                                      | 1.57                                 | 3 嫁妝：4.57 世間情：3.65                |                                                                                               |
| 2014年12月25日                                                                              | 8                                    |                                      |                                      |                                      | 1.57                                 | 3 嫁妝：4.57 世間情：3.65                |                                                                                               |
| 2014年12月26日                                                                              | 9                                    | 2.18                                 | 1.79                                 |                                      | 1.57                                 | 3 嫁妝：4.57 世間情：3.65                | 15-44歲收視率2.24，最高收視率為2.86                                                           |
| 2014年12月29日                                                                              | 10                                   | 2.25                                 |                                      |                                      | 1.51                                 | 3 嫁妝：4.27 世間情：3.34                |                                                                                               |
| 2014年12月30日                                                                              | 11                                   |                                      |                                      |                                      | 1.51                                 | 3 嫁妝：4.27 世間情：3.34                |                                                                                               |
| 2014年12月31日                                                                              | 12                                   |                                      |                                      |                                      | 1.51                                 | 3 嫁妝：4.27 世間情：3.34                |                                                                                               |
| 2015年1月1日                                                                                | 13                                   |                                      |                                      |                                      | 1.51                                 | 3 嫁妝：4.27 世間情：3.34                |                                                                                               |
| 2015年1月2日                                                                                | 14                                   |                                      |                                      |                                      | 1.51                                 | 3 嫁妝：4.27 世間情：3.34                |                                                                                               |
| 2015年1月5日                                                                                | 15                                   |                                      |                                      |                                      | 1.65                                 | 3 嫁妝：4.32 世間情：3.56                |                                                                                               |
| 2015年1月6日                                                                                | 16                                   |                                      |                                      |                                      | 1.65                                 | 3 嫁妝：4.32 世間情：3.56                |                                                                                               |
| 2015年1月7日                                                                                | 17                                   |                                      |                                      |                                      | 1.65                                 | 3 嫁妝：4.32 世間情：3.56                |                                                                                               |
| 2015年1月8日                                                                                | 18                                   |                                      |                                      |                                      | 1.65                                 | 3 嫁妝：4.32 世間情：3.56                |                                                                                               |
| 2015年1月9日                                                                                | 19                                   |                                      |                                      |                                      | 1.65                                 | 3 嫁妝：4.32 世間情：3.56                |                                                                                               |
| 2015年1月12日                                                                               | 20                                   |                                      |                                      |                                      | 1.75                                 | 3 嫁妝：4.45 世間情：3.44                |                                                                                               |
| 2015年1月13日                                                                               | 21                                   |                                      |                                      |                                      | 1.75                                 | 3 嫁妝：4.45 世間情：3.44                |                                                                                               |
| 2015年1月14日                                                                               | 22                                   |                                      |                                      |                                      | 1.75                                 | 3 嫁妝：4.45 世間情：3.44                |                                                                                               |
| 2015年1月15日                                                                               | 23                                   |                                      |                                      |                                      | 1.75                                 | 3 嫁妝：4.45 世間情：3.44                |                                                                                               |
| 2015年1月16日                                                                               | 24                                   |                                      |                                      |                                      | 1.75                                 | 3 嫁妝：4.45 世間情：3.44                |                                                                                               |
| 2015年1月19日                                                                               | 25                                   |                                      |                                      |                                      | 1.78                                 | 3 嫁妝：4.41 世間情：3.68                |                                                                                               |
| 2015年1月20日                                                                               | 26                                   |                                      |                                      |                                      | 1.78                                 | 3 嫁妝：4.41 世間情：3.68                |                                                                                               |
| 2015年1月21日                                                                               | 27                                   |                                      |                                      |                                      | 1.78                                 | 3 嫁妝：4.41 世間情：3.68                |                                                                                               |
| 2015年1月22日                                                                               | 28                                   | 2.44                                 | 1.96                                 |                                      | 1.78                                 | 3 嫁妝：4.41 世間情：3.68                |                                                                                               |
| 2015年1月23日                                                                               | 29                                   |                                      |                                      |                                      | 1.78                                 | 3 嫁妝：4.41 世間情：3.68                |                                                                                               |
| 2015年1月26日                                                                               | 30                                   |                                      |                                      |                                      | 1.87                                 | 3 嫁妝：4.51 世間情：3.41                |                                                                                               |
| 2015年1月27日                                                                               | 31                                   |                                      |                                      |                                      | 1.87                                 | 3 嫁妝：4.51 世間情：3.41                |                                                                                               |
| 2015年1月28日                                                                               | 32                                   |                                      |                                      |                                      | 1.87                                 | 3 嫁妝：4.51 世間情：3.41                |                                                                                               |
| 2015年1月29日                                                                               | 33                                   |                                      |                                      |                                      | 1.87                                 | 3 嫁妝：4.51 世間情：3.41                |                                                                                               |
| 2015年1月30日                                                                               | 34                                   |                                      |                                      |                                      | 1.87                                 | 3 嫁妝：4.51 世間情：3.41                |                                                                                               |
| 2015年2月2日                                                                                | 35                                   |                                      |                                      |                                      | 1.76                                 | 3 嫁妝：4.27 世間情：3.30                |                                                                                               |
| 2015年2月3日                                                                                | 36                                   | 2.14                                 |                                      |                                      | 1.76                                 | 3 嫁妝：4.27 世間情：3.30                |                                                                                               |
| 2015年2月4日                                                                                | 37                                   |                                      |                                      |                                      | 1.76                                 | 3 嫁妝：4.27 世間情：3.30                |                                                                                               |
| 2015年2月5日                                                                                | 38                                   |                                      |                                      |                                      | 1.76                                 | 3 嫁妝：4.27 世間情：3.30                |                                                                                               |
| 2015年2月6日                                                                                | 39                                   |                                      |                                      |                                      | 1.76                                 | 3 嫁妝：4.27 世間情：3.30                |                                                                                               |
| 2015年2月9日                                                                                | 40                                   |                                      |                                      |                                      | －                                   | －                                       |                                                                                               |
| 2015年2月10日                                                                               | 41                                   |                                      |                                      |                                      | －                                   | －                                       |                                                                                               |
| 2015年2月11日                                                                               | 42                                   |                                      |                                      |                                      | －                                   | －                                       |                                                                                               |
| 2015年2月12日                                                                               | 43                                   |                                      |                                      |                                      | －                                   | －                                       |                                                                                               |
| 2015年2月13日                                                                               | 44                                   | 2.23                                 |                                      |                                      | －                                   | －                                       |                                                                                               |
| 2015年2月16日                                                                               | 45                                   |                                      |                                      |                                      | 1.38                                 | 3 嫁妝：3.84 世間情：2.27                |                                                                                               |
| 2015年2月17日                                                                               | 46                                   |                                      |                                      |                                      | 1.38                                 | 3 嫁妝：3.84 世間情：2.27                |                                                                                               |
| 2015年2月18日，三立都會台因播出除夕特別節目《型男大主廚鏗鈴哐啷除舊歲》，故本劇暫停播出一次 |                                      |                                      |                                      |                                      | 1.38                                 | 3 嫁妝：3.84 世間情：2.27                |                                                                                               |
| 2015年2月19日                                                                               | 47                                   |                                      |                                      |                                      | 1.38                                 | 3 嫁妝：3.84 世間情：2.27                |                                                                                               |
| 2015年2月20日                                                                               | 48                                   |                                      |                                      |                                      | 1.38                                 | 3 嫁妝：3.84 世間情：2.27                |                                                                                               |
| 2015年2月23日                                                                               | 49                                   | 2.67                                 |                                      |                                      | 1.90                                 | 3 嫁妝：4.81 世間情：3.16                |                                                                                               |
| 2015年2月24日                                                                               | 50                                   |                                      |                                      |                                      | 1.90                                 | 3 嫁妝：4.81 世間情：3.16                |                                                                                               |
| 2015年2月25日                                                                               | 51                                   |                                      |                                      |                                      | 1.90                                 | 3 嫁妝：4.81 世間情：3.16                |                                                                                               |
| 2015年2月26日                                                                               | 52                                   |                                      |                                      |                                      | 1.90                                 | 3 嫁妝：4.81 世間情：3.16                |                                                                                               |
| 2015年2月27日                                                                               | 53                                   |                                      |                                      |                                      | 1.90                                 | 3 嫁妝：4.81 世間情：3.16                |                                                                                               |
| 2015年3月2日                                                                                | 54                                   |                                      |                                      |                                      | 2.03                                 | 3 嫁妝：5.10 世間情：3.10                |                                                                                               |
| 2015年3月3日                                                                                | 55                                   |                                      |                                      |                                      | 2.03                                 | 3 嫁妝：5.10 世間情：3.10                |                                                                                               |
| 2015年3月4日                                                                                | 56                                   |                                      |                                      |                                      | 2.03                                 | 3 嫁妝：5.10 世間情：3.10                |                                                                                               |
| 2015年3月5日                                                                                | 57                                   |                                      |                                      |                                      | 2.03                                 | 3 嫁妝：5.10 世間情：3.10                |                                                                                               |
| 2015年3月6日                                                                                | 58                                   |                                      |                                      |                                      | 2.03                                 | 3 嫁妝：5.10 世間情：3.10                |                                                                                               |
| 2015年3月9日                                                                                | 59                                   |                                      |                                      |                                      | 1.93                                 | 3 嫁妝：5.25 世間情：3.32                |                                                                                               |
| 2015年3月10日                                                                               | 60                                   |                                      |                                      |                                      | 1.93                                 | 3 嫁妝：5.25 世間情：3.32                |                                                                                               |
| 2015年3月11日                                                                               | 61                                   |                                      |                                      |                                      | 1.93                                 | 3 嫁妝：5.25 世間情：3.32                |                                                                                               |
| 2015年3月12日                                                                               | 62                                   |                                      |                                      |                                      | 1.93                                 | 3 嫁妝：5.25 世間情：3.32                |                                                                                               |
| 2015年3月13日                                                                               | 63                                   |                                      |                                      |                                      | 1.93                                 | 3 嫁妝：5.25 世間情：3.32                |                                                                                               |
| 2015年3月16日                                                                               | 64                                   | 2.28                                 |                                      |                                      | 1.94                                 | 3 嫁妝：5.23 世間情：3.45                |                                                                                               |
| 2015年3月17日                                                                               | 65                                   | 2.36                                 |                                      |                                      | 1.94                                 | 3 嫁妝：5.23 世間情：3.45                |                                                                                               |
| 2015年3月18日                                                                               | 66                                   | 2.41                                 |                                      |                                      | 1.94                                 | 3 嫁妝：5.23 世間情：3.45                |                                                                                               |
| 2015年3月19日                                                                               | 67                                   | 2.69                                 |                                      |                                      | 1.94                                 | 3 嫁妝：5.23 世間情：3.45                |                                                                                               |
| 2015年3月20日                                                                               | 68                                   | 2.35                                 |                                      |                                      | 1.94                                 | 3 嫁妝：5.23 世間情：3.45                |                                                                                               |
| 2015年3月23日                                                                               | 69                                   |                                      |                                      |                                      | 2.21                                 | 3 嫁妝：5.44 世間情：3.23                |                                                                                               |
| 2015年3月24日                                                                               | 70                                   |                                      |                                      |                                      | 2.21                                 | 3 嫁妝：5.44 世間情：3.23                |                                                                                               |
| 2015年3月25日                                                                               | 71                                   | 2.86                                 |                                      |                                      | 2.21                                 | 3 嫁妝：5.44 世間情：3.23                |                                                                                               |
| 2015年3月26日                                                                               | 72                                   |                                      |                                      |                                      | 2.21                                 | 3 嫁妝：5.44 世間情：3.23                |                                                                                               |
| 2015年3月27日                                                                               | 73                                   | 2.74                                 |                                      |                                      | 2.21                                 | 3 嫁妝：5.44 世間情：3.23                |                                                                                               |
| 2015年3月30日                                                                               | 74                                   |                                      |                                      |                                      | 2.19                                 | 3 嫁妝：4.93 世間情：3.42                |                                                                                               |
| 2015年3月31日                                                                               | 75                                   | 2.88                                 | 2.31                                 |                                      | 2.19                                 | 3 嫁妝：4.93 世間情：3.42                |                                                                                               |
| 2015年4月1日                                                                                | 76                                   |                                      |                                      |                                      | 2.19                                 | 3 嫁妝：4.93 世間情：3.42                |                                                                                               |
| 2015年4月2日                                                                                | 77                                   | 2.90                                 |                                      |                                      | 2.19                                 | 3 嫁妝：4.93 世間情：3.42                |                                                                                               |
| 2015年4月3日                                                                                | 78                                   |                                      |                                      |                                      | 2.19                                 | 3 嫁妝：4.93 世間情：3.42                |                                                                                               |
| 2015年4月6日                                                                                | 79                                   |                                      |                                      |                                      | 2.31                                 | 3 嫁妝：5.33 世間情：3.44                |                                                                                               |
| 2015年4月7日                                                                                | 80                                   |                                      |                                      |                                      | 2.31                                 | 3 嫁妝：5.33 世間情：3.44                |                                                                                               |
| 2015年4月8日                                                                                | 81                                   | 3.16                                 |                                      |                                      | 2.31                                 | 3 嫁妝：5.33 世間情：3.44                | 三立都會台首播吸引111萬觀眾收看                                                               |
| 2015年4月9日                                                                                | 82                                   |                                      |                                      |                                      | 2.31                                 | 3 嫁妝：5.33 世間情：3.44                |                                                                                               |
| 2015年4月10日                                                                               | 83                                   |                                      |                                      |                                      | 2.31                                 | 3 嫁妝：5.33 世間情：3.44                |                                                                                               |
| 2015年4月13日                                                                               | 84                                   | 3.62                                 | 2.90                                 |                                      | 2.90                                 | 3 嫁妝：5.28 世間情：3.31                | 溫馨最終回 15-44歲收視更高達4.12 三立都會台首播吸引了近160萬觀眾收看 東森綜合台有線收視：0.97 |
| 收視平均                                                                                    | 收視平均                             |                                      |                                      | -                                    | 1.89                                 | -                                        | -                                                                                             |

- 同時段節目：
  - 三立台灣台《世間情》
  - 民視《龍飛鳳舞》／《嫁妝》
  - 台視《純純》／《雨後驕陽》／《阿母》
  - 中視《隋唐英雄傳》／《土地公土地婆》／《武媚娘传奇》
  - 華視《咱們结婚吧》／《愛你沒條件》
  - 大愛《河畔卿卿》／《明日天晴》／《大大與太太》／《最美的雲彩》
- 由AC尼尔森調查，調查範圍是四歲以上收看電視之觀眾。

### 中視首播收視率
| 播映日期                 | 週數 | 集數  | 平均收視率 | 排名 | 備註                                                                       |
| ------------------------ | ---- | ----- | ---------- | ---- | -------------------------------------------------------------------------- |
| 2017年10月10日－10月13日 | 1    | 1-7   | -          | -    |                                                                            |
| 2017年10月16日－10月20日 | 2    | 8-17  | 0.72       | 3    |                                                                            |
| 2017年10月23日－10月27日 | 3    | 18-27 | 0.63       | 4    |                                                                            |
| 2017年10月30日－11月3日  | 4    | 28-37 | 0.66       | 3    | 11/1起由SLIM WALK美腿襪贊助， 此劇冠名為《我的寶貝四千金 SLIM WALK美腿襪》 |
| 2017年11月6日－11月10日  | 5    | 38-47 | 0.66       | 3    |                                                                            |
| 2017年11月13日－11月17日 | 6    | 48-57 | 0.72       | 3    |                                                                            |
| 2017年11月20日－11月24日 | 7    | 58-67 | 0.73       | 3    |                                                                            |
| 2017年11月27日－12月1日  | 8    | 68-77 | 0.74       | 3    |                                                                            |
| 2017年12月4日－12月7日   | 9    | 78-84 | -          |      |                                                                            |
| 平均收視                 |      |       |            |      |                                                                            |

- 同時段節目：
  - 三立：
    - 三立台灣台《一家人》
    - 三立都會台《極品絕配》／《真情之家》

  - 民視：《幸福來了》
  - 華視：《家》／《春風愛河邊》
  - 台視：《加油！美玲》
  - 大愛：《若是來恆春》
- 由AGB尼爾森調查，調查範圍是四歲以上收看電視之觀眾。
- 資料來源：中時娛樂、凱絡媒體週報

## 電視劇歌曲
| 曲別   | 歌名             | 演唱者 | 作詞           | 作曲                                                                  |
| 片頭曲 | 雲霄飛車         | 王大文 | 葛大為、王大文 | 王大文                                                                |
| 片尾曲 | 寂寞之光         | 梁文音 | 黃婷           | 木村充利                                                              |
| 插曲   | 我們會再見       | 梁文音 | 黃婷           | 謝廣太                                                                |
| 插曲   | 一個人           | 潘瑋柏 | 葛大為         | 陳威全                                                                |
| 插曲   | 小世界           | 姚亦晴 | 阿弟仔         | David Todua、Patrick Joseph Devine、Tommy P. Gregersen、George Wallen |
| 插曲   | 牆               | 姚亦晴 | 阿弟仔         | 陳俊男                                                                |
| 插曲   | 點水             | 楊丞琳 | 徐佳瑩         | 徐佳瑩                                                                |
| 插曲   | 失憶的金魚       | 楊丞琳 | 淺紫           | 都智文                                                                |
| 插曲   | 其實我們值得幸福 | 楊丞琳 | 管啟源         | 彭學斌                                                                |
| 插曲   | 有什麼意義       | 王大文 | 葛大為、王大文 | 王大文                                                                |

## 拍攝地點
- 台北老四川
- 高雄鼓山區
- 法朵新馬德里鐵板燒
- 力行新城忠孝社區
- 黎明清境
- Wster渥爾夫
- 新北市私立日光托兒所
- 東南科技大學
- 新北市淡水區忠山國民小學
- 台北典華飯店
- 淡水漁人碼頭
- 內湖五期重劃區公園

## 製作團隊
- 監製：劉秋平
- 專案製作人：徐詩淇
- 助理監製：廖庭儀
- 製作人：梁漢輝、徐志怡
- 編劇統籌：吳維君
- 編劇：陳昭妙、陳凱筑
- 導演：張佳賢（第1-5集）、郝心翔（第6-84集）
- 製作公司：三立電視、東映製作有限公司
- 冠名贊助單位：廣和女性調理
- 執行製作人：林寅生
- 副導：陳婉玉
- 現場副導：吳孟糖
- 執行製作：林志豪
- 棚內執行：李志偉
- 外聯：江中寧
- 場記：陳韋茹
- 棚內場記：薛克昭
- 攝影師：謝安翔
- 執行助理：朱志偉、杜佳倫
- 攝影器材：悅鏡攝影企業社
- 燈光師：楊耀國
- 燈光組：仲國禎、楊耀文
- 美術指導：林子超
- 美術組：徐培紜、林育陞、于仕娟、葉柏謙
- 場務領班：林尚諭
- 場務助理：林程維、彭翔彬
- 棚內場務：吳品憲
- 場務器材：恒展工作室
- 造型：陳雅雯
- 服裝：蕭依純、彭宸萱
- 梳化妝：張智鈴
- 髮型師：呂睿琦
- 棚內梳化：楊月洋
- 梳化助理：陳南燕
- 剪輯：杜濟洲、江宜芳
- 後製：張恩慈
- 製作協力：梁正輝
- 策劃：黃瓊芬、黃曉鈴、紀宜良
- 行政：林佩蓉

## 獎項
| 2015年 | 第四屆華劇大賞 |                        |                        |      |
| 2015年 | 第四屆華劇大賞 | 最佳接吻獎             | 謝佳見、曾之喬         | 入圍 |
| 2015年 | 第四屆華劇大賞 | 最佳螢幕情侶獎         | 謝佳見、曾之喬         | 獲獎 |
| 2015年 | 第四屆華劇大賞 | 最佳催淚獎             | 呂雪鳳、洪小鈴         | 獲獎 |
| 2015年 | 第四屆華劇大賞 | 最佳綠葉獎             | 楊銘威                 | 獲獎 |
| 2015年 | 第四屆華劇大賞 | 最佳實力派演員         | 呂雪鳳                 | 入圍 |
| 2015年 | 第四屆華劇大賞 | 最佳男演員獎           | 謝佳見                 | 入圍 |
| 2015年 | 第四屆華劇大賞 | 最佳女演員獎           | 曾之喬                 | 入圍 |
| 2015年 | 第四屆華劇大賞 | 最佳女演員獎           | 洪小鈴                 | 入圍 |
| 2015年 | 第四屆華劇大賞 | 觀眾票選最受歡迎戲劇獎 | 觀眾票選最受歡迎戲劇獎 | 入圍 |

## 外部連結
- 官方网站－三立
- 官方网站－東森
- 官方網站 （页面存档备份，存于）－超視
- 官方网站－中視
- 我的寶貝四千金的Facebook專頁
- YouTube上的我的寶貝四千金播放列表